# NGC 6784
NGC 6784 is een elliptisch sterrenstelsel in het sterrenbeeld Pauw. Het hemelobject werd op 23 juni 1835 ontdekt door de Britse astronoom John Herschel.

## Synoniemen
- ESO 104-55
- AM 1921-654
- PGC 63209